# USS Meyer (DD-279)
Za druga plovila z istim imenom glejte USS Meyer.
USS Meyer (DD-279) je bil rušilec razreda Clemson v sestavi Vojne mornarice Združenih držav Amerike.
Rušilec je bil poimenovan po Georgu von Lengerku Meyerju.